# Kamjanśke (obwód zakarpacki)
Kamjanśke (ukr. Кам'янське) – wieś na Ukrainie, w obwodzie zakarpackim, w rejonie berehowskim, siedziba hromady. W 2001 roku liczyła 1482 mieszkańców.
Do 1946 roku miejscowość nosiła nazwę Kywjażd (ukr. Кив'яжд). Nazwa ta pochodzić miała od tak zwanej gruszy kywjaszczanki, która rosła w centrum wsi. Główną świątynią wsi jest cerkiew Opieki Matki Bożej. M.in. do gruszy i do ikony Opieki Matki Bożej nawiązuje herb miejscowości ustanowiony 30 stycznia 2020 roku.